# Jeff Kinney
Jeffrey „Jeff“ Kinney (* 19. února 1971) je vývojář a designer online her a spisovatel. Je autorem série knih s názvem Deník malého poseroutky a Deník báječného kamaráda, které v roce 2012 patřily mezi nejprodávanější dětské knihy v Česku.

## Životopis
Dětství strávil ve Fort Washington v Marylandu, počátkem 90. let vystudoval University of Maryland. Žije v jižním Massachusetts se svou manželkou Julií a dvěma syny Willem a Grantem a společně vlastní knihkupectví An Unlikely Store. Časopis Time ho v roce 2009 zařadil mezi 100 nejvlivnějších lidí na světě.
Má dva bratry a jednu sestru.